# 龍山沙由里
龍山沙由里（日语：竜山さゆり，1964年5月16日—），日本漫畫家，著有《狗狗的小鎮日記》、《快樂小兔幸運草》等作品。

## 經歷
大阪府出身，金澤美術工藝大學油畫科畢業。1989年於《少女コミック》4號發表〈夢見る筋肉姫〉而出道。
2001年以《狗狗的小鎮日記》獲得第47屆小學館漫畫賞的兒童向部門賞。